# Synaptola robusta
Synaptola robusta är en skalbaggsart som först beskrevs av Karl Jordan 1894.
Synaptola robusta ingår i släktet Synaptola och familjen långhorningar. Inga underarter finns listade i Catalogue of Life.